# Ineos
Ineos est une société anglaise spécialisée dans le secteur de la chimie. Son siège social est situé à Lyndhurst dans le Hampshire en Grande-Bretagne.

## Historique

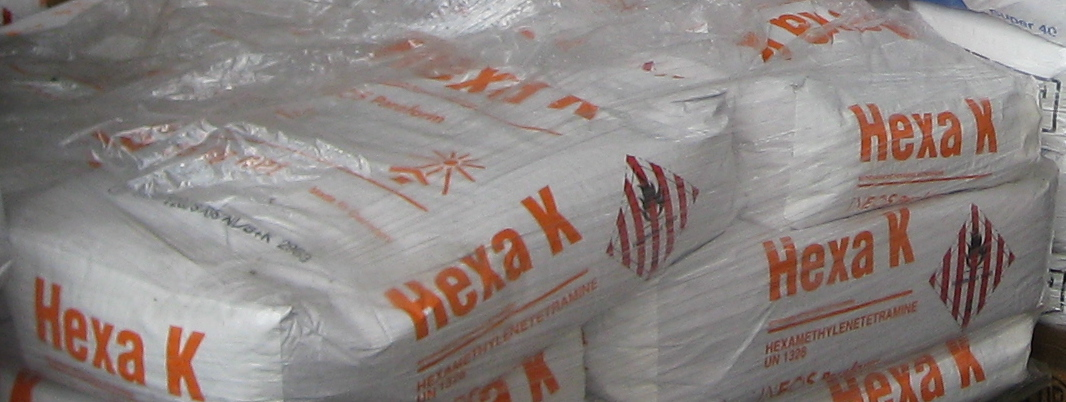
Méthénamine en sacs, d'

En 1992, la société Inspec est créée par James Ratcliffe, alors directeur d’un groupe d’investissement Advent International, et par John Hollowood, dans le but de procéder au rachat de la branche chimique de BP.
En 1998, Ratcliffe, alors directeur d'Inspec, crée Ineos dans le but d'acheter l'usine d'oxyde d'éthylène d'Inspec à Anvers, en Belgique. L'achat pour un montant de 84 millions de livres sterling est financé par trois apports de fonds : la société d'investissement écossaise Murray Johnstone (10 millions de livres), la direction d'Ineos (1,5 million de livres sterling) et la banque d'investissement BT Alex Brown (72,5 millions de livres sterling, obtenus par le biais de Junk Bonds).
La société se développe alors rapidement par croissance externe grâce à l'acquisition auprès de géants du secteur tels que BP, ICI et BASF d'entreprises produisant des produits chimiques de base, en profitant de la vague de restructurations dans l'industrie chimique et pétrochimique européenne à la fin des années 1990 et au début des années 2000. La plupart des filiales d'Ineos appartenaient autrefois à des compagnies telles Amoco, BASF, Degussa, BP (Innovene, incluant des actifs qui appartenaient auparavant à Solvay et avaient été rachetés par BP pour être intégrés dans cette branche Innovene), ICI, Dow Chemical, et UCB.
En 2005, Ineos rachète Innovene, une filiale de BP spécialisée dans les dérivés pétroliers (utilisant comme matière première les produits issus des vapocraqueurs pour synthétiser des polymères notamment).
Entre 1998 et 2008, Ineos a acquis 22 entreprises.
Entre 2010 et 2016, la société délocalise son siège social à Rolle, en Suisse, dans une optique d'optimisation fiscale.
Le 1er juillet 2011, la compagnie pétrolière chinoise PetroChina et Ineos ont finalisé leur partenariat dans le négoce et le raffinage en Europe. L’accord se traduit par la constitution de deux filiales, nommées Petroineos, pour l’exploitation de la raffinerie de Grangemouth en Écosse et celle de Lavéra, en France. L’investissement s’élève à 1,015 milliard de dollars pour l’acquisition par PetroChina. L’accord-cadre de partenariat, conclu en janvier 2011, a depuis été soumis à l’approbation d’un certain nombre d’instances de régulation et sociales. Les deux sites restent intégrés dans la production pétrochimique aval d'Ineos à la suite de la finalisation. La société tête de groupe de PetroChina, CNPC, et Ineos sont également en train de rédiger un contrat de coopération stratégique pour partager l'expertise et les technologies de raffinage et pétrochimiques de leurs entreprises respectives.
En juin 2014, Ineos annonce une coentreprise, Inovyn, avec Solvay sur le PVC et la filière chloro-vinyle. Solvay souhaite se désengager de cette coentreprise dans les trois ans suivant sa création.
En 2014, Ineos réalise un chiffre d'affaires de 54 milliards de dollars, dispose de 65 sites répartis dans 16 pays et employant 17 000 personnes.
En 2014, le groupe annonce 746 millions d’euros d’investissement dans la prospection de gaz de schiste au Royaume-Uni.
En mai 2017, Ørsted annonce la vente de ses activités pétrolifères à Ineos pour 1,3 milliard de dollars. À la suite de cette acquisition, Ineos annonce créer six nouvelles sociétés dans le secteur du pétrole et du gaz.
En novembre 2018, Ashland Global annonce la vente de ses activités centrées autour des matériaux composites à Ineos.
En 2019, le groupe décide d’investir 1,8 milliard d’euros dans une usine pétrochimique en Arabie saoudite.
En novembre 2019, le gouvernement britannique suspend les activités de fracturation hydraulique (fracking) sur son territoire. Ineos, acteur de ce domaine, est affecté.
En mars 2021, Ineos acquiert les participations et les activités danoises de Hess Corporation, pour 150 millions de dollars.

## Activité en France
La filiale Ineos France immatriculée le 1er août 1989 et située à Martigues dans les Bouches-du-Rhône a réalisé en 2017 un chiffre d'affaires de 503 millions d'euros.

## Activités dans le sport

### Athlétisme et course sur route
La société a commandité la tentative d’Eliud Kipchoge de franchir la marque des deux heures lors d'un marathon à Vienne, le 12 octobre 2019, lors d'un événement intitulé Ineos 1:59, Kipchoge a enregistré le temps de 1 heure, 59 minutes, 40 secondes, devenant ainsi la première personne à courir le marathon sous les deux heures. Cependant, la performance du Kényan ne sera pas homologuée comme record du monde, puisqu’elle a été accomplie dans des circonstances non conformes aux standards de l’IAAF.

### Cyclisme
Le 19 mars 2019, l’entreprise rachète l'équipe cycliste Sky, le changement de sponsor est effectif le 1er mai de la même année.

### Football

#### FC Lausanne-Sport
En novembre 2017, la société fait l'acquisition d'un des clubs de football en Suisse, le Football Club Lausanne-Sport. David Thompson, CEO de l'entreprise, devient président du club. Il annonce que l'objectif est de se qualifier en Coupe d'Europe dans les trois ou quatre années à venir. Cependant, malgré une 5e place à la trêve hivernale du Championnat de Suisse de football 2017-2018 et des renforts de renom apportés par la nouvelle direction, comme Enzo Zidane, le club se retrouve relégué en seconde division helvétique à l'issue de la saison.
Pour la saison 2018-2019, l'objectif était la première place du championnat et la promotion en première division. Cet objectif n'a pas été atteint et le club termine troisième du Championnat de Suisse de football D2 2018-2019, à une unité de la seconde place, synonyme de barrage face à l'avant-dernier de Raiffeisen Super League.
Lors de la saison 2019/2020 de Brack.ch Challenge League, le club vaudois se montre impérial et termine la saison à la première place. Ainsi, les Lausannois retrouvent la première division helvétique pour la saison 2020/2021, deux ans après l'avoir quittée.

#### OGC Nice
Le 26 août 2019, la société annonce officiellement le rachat de l'OGC Nice, club évoluant en Ligue 1.

#### Manchester United
Fin 2023, Ineos va devenir actionnaire minoritaire de Manchester United en rachetant 25% des parts du club aux propriétaires américains. Jim Ratcliffe prévoit de nommer Jean-Claude Blanc comme directeur général du club. 

### Formule 1
Le 10 février 2020, Ineos et Mercedes Grand Prix annoncent un contrat de sponsoring à partir de la saison 2020. Le 18 décembre de la même année, Ineos devient actionnaire de l'écurie Mercedes F1 à parts égales avec Daimler et Toto Wolff.

### Voile
Ineos investit 110 millions de livres sterling pour la participation de l'Ineos Team UK (en) à la Coupe de l'America 2021.

## Activité dans l'automobile

### Ineos Automotive
Ineos Automotive Ltd. a été créée en 2017 par Jim Ratcliffe afin de développer et de fabriquer un véhicule tout-terrain, destiné à être le « successeur spirituel » du Land Rover Defender, sous le nom de code « Projekt Grenadier ». Les observateurs restent dubitatifs face à ce projet, « à rebours de la prise de conscience écologique ». En septembre 2019, il a été annoncé que le véhicule, désormais officiellement nommé « Ineos Grenadier », serait fabriqué dans deux nouvelles usines à Estarreja, au Portugal (châssis et carrosserie) et à Bridgend, en Galles du Sud (assemblage final), avec un groupe motopropulseur fourni par BMW. L'utilisation de sous-traitants automobile reconnus doit permettre de finaliser un véhicule « endurant » et « confortable ». Le lancement est prévu pour 2021.
En 2020, Mercedes-Benz décide de se séparer de son usine de Hambach, le site de production de la Smart Fortwo qui devait produire deux véhicules Mercedes-Benz à partir du printemps 2021. Ineos Automotive, après de difficiles négociations, rachète 100 % des parts de Smart France et fait de l'usine, qui fabriquait le modèle EQB et GLA, le site de production du Grenadier. La production en Galles du Sud n'est plus d'actualité, le Grenadier n'y verra pas le jour. La branche portugaise quant à elle reste dans le groupe, mais l'ensemble de la production du Grenadier, bénéficiant d'un outil industriel performant et de main d’œuvre formée, est dorénavant prévu à Hambach avec un lancement décalé en 2022.
En parallèle de ce lancement, Ineos Automotive annonce la création de variantes du Grenadier, dont un pickup, et d'une motorisation hybride, à la suite d'un accord avec le groupe sud-coréen Hyundai pour la pile à combustible et la société AVL pour le groupe motopropulseur.

## Activité de lobbying

### Au Royaume-Uni
Ineos a mené des activités de lobbying pour être exempté de la taxe climat et pour faire supprimer le prix plancher du carbone. « Ineos incite le gouvernement britannique à utiliser le Brexit comme une chance pour exempter le secteur chimique de l’ensemble des coûts de la politique climatique », relève en 2017 The Guardian.
L’entreprise a également été au centre des tentatives pour développer au Royaume-Uni l’exploitation de gaz de schiste par fracturation hydraulique, une pratique décriée pour son impact sur l'environnement. L’entreprise est le titulaire majoritaire des licences de fracturation britanniques. L'organisation britannique Corporate Watch, qui rassemble des journalistes travaillant notamment sur les questions environnementales, souligne que « cette position dominante a été favorisée par les pantouflages de responsables politiques entre l’industrie et le gouvernement. Patrick Erwin, un ancien haut fonctionnaire du département du Logement et des communautés locales du gouvernement, a ainsi été détaché de son poste pour rejoindre Ineos en 2013. Il a alors aidé l’entreprise à décrocher un grand nombre de licences pour l’extraction de gaz de schiste ».
Ineos a également demandé un assouplissement des règles sur les tremblements de terre causés par la fracturation hydraulique. Le milliardaire Jim Ratcliffe, actionnaire majoritaire de l'entreprise, a qualifié ces règlementations d’« inapplicables », et a accusé les autorités de provoquer une « crise énergétique » et de causer des « dommages irréparables » à l’économie britannique.

### Aux États-Unis
Selon le Center for Responsive Politics, les dépenses de lobbying d'Ineos aux États-Unis s'élèvent en 2016 à 200 000 dollars.

### Auprès des institutions de l'Union européenne
Ineos est inscrit depuis 2014 au registre de transparence des représentants d'intérêts auprès de la Commission européenne, et déclare en 2017 pour cette activité des dépenses annuelles d'un montant compris entre 300 000 et 400 000 euros.

## Non-respect des normes européennes
Le 21 mai 2019, la fédération allemande pour l'environnement et la protection de la nature (Bund) révèle en utilisant les données fournies par l'agence fédérale de l'environnement allemande comme par l'Agence européenne des produits chimiques que 654 entreprises opérant en Europe ne respectent pas, entre 2014 et 2019, le protocole européen d'enregistrement, évaluation et autorisation des produits chimiques, censé protéger la santé et l'environnement des Européens. Ces entreprises, dont INEOS fait partie, emploient massivement des substances de synthèse interdites et potentiellement dangereuses,,.